# 泽维尔·勒格朗
泽维尔·勒格朗（法語：Xavier Legrand，1979年3月28日—），法国电影导演、编剧和男演员，2013年执导的短片《在失去一切之前》获提名奥斯卡最佳實境短片奖。2017年他导演的首部电影长片《傾盡所有》入选第74届威尼斯影展主竞赛片，獲得最佳導演銀獅獎和最佳处女作奖。

## 电影作品

### 導演
- 2012年：《在失去一切之前》(Avant que de tout perdre；短片)
- 2017年：《傾盡所有》(Jusqu'à la garde)

### 演員
- 1987年：《童年再見》(Au revoir les enfants)
- 2005年：《安那其戀人》(Les Amants réguliers)